# Freaky Styley
Freaky Styley — другий альбом каліфорнійського рок-гурту Red Hot Chili Peppers, випущений 1985 р. на лейблі EMI America. Він був записаний з оригінальним гітаристом Гілелем Словаком (який не брав участі у записуванні першого альбому). На обкладинці альбому зображені учасники групи, які підстрибують на тлі фрески Мікеланджело «Страшний суд».
Продюсером платівки виступив Джордж Клінтон (лідер фанк-гуртів Parliament і Funkadelic, що справили значний вплив на творчість Red Hot Chili Peppers). Результатом цього стало запрошення повної духової секції, причому Флі також увійшов до неї як трубач. Альбом так і не потрапив до хіт-параду Billboard Top 200, а більшість критиків проігнорувала його. Однак фанати групи досі вважають його класичним диском Red Hot Chili Peppers і прекрасним взірцем фанк-року 1980-х років.
На цьому альбомі Red Hot Chili Peppers уперше записали кавер-версії — на пісню «Africa» групи The Meters, що в їх виконанні отримала назву «Hollywood», та на пісню групи Sly & The Family Stone «If You Want Me To Stay».

## Список пісень
Автори всіх пісень — Флі, Ентоні Кідіс, Кліф Мартінес і Гілель Словак, окрім зазначених випадків.
1. Jungle Man — 4:09
2. Hollywood (Africa) (The Meters) — 5:03
3. American Ghost Dance — 3:51
4. If You Want Me To Stay (Стюарт) — 4:07
5. Nevermind (Флі, Кідіс, Джек Айронз, Словак) — 2:48
6. Freaky Styley — 3:39
7. Blackeyed Blonde — 2:40
8. The Brothers Cup — 3:27
9. Battle Ship — 1:53
10. Lovin' And Touchin' — 0:36
11. Catholic School Girls Rule (Флі, Кідіс, Мартінес) — 1:55
12. Sex Rap (Флі, Кідіс, Айронз, Словак) — 1:54
13. Thirty Dirty Birds — 0:14
14. Yertle The Turtle — 3:46

### Бонус-треки на ремастерованому виданні 2003р.
1. Nevermind (Demo) (Флі, Кідіс, Айронз, Словак) — 2:17
2. Sex Rap (Demo) (Флі, Кідіс, Айронз, Словак) — 1:37
3. Freaky Styley (Original Long Version) — 8:49
4. Millionaires Against Hunger — 3:28

## Сингли
1. Jungle Man (1985)
2. American Ghost Dance (1985)
3. Catholic School Girls Rule (1985)
4. Hollywood (Africa) (1985)

## Склад
- Ентоні Кідіс — вокал
- Гілель Словак — гітара
- Флі — бас
- Кліф Мартінес — барабани
- Стів Бойд, Джордж Клінтон, Шірлі Гейдн, Роберт «Пі-Нат» Джонсон, Луїс Кебаббі, Пет Льюіс, Майк Пейн, Ґері Шайдер, Андре Вільямс — бек-вокал
- Бенні Коуен — труба
- Масео Паркер — саксофон
- Фред Уеслі — тромбон